# Альфонс Ґепен
Альфонс Ґепен, OSB (фр. Alphonse Guépin; 27 жовтня 1836, Кентен — 30 квітня 1917, Санто-Домінго-де-Сілос) — французький бенедиктинець, абат, історик церкви і ордену бенедиктинців, агіограф, літургіст.

## Життєпис
Альфонс Ґепен народився в сім'ї купця в Кентен 27 жовтня 1836 року. У 1846 році вступив до малої семінарії в Редоні, а потім до вищої духовної семінарії в Сен-Бріє. У 1857—1858 академічному році навчався в Папському Григоріанському університеті в Римі в єзуїтів Карло Пассальї та Йоганна Баптиста Франзеліна. Повернувшись до Франції, в 1858 році проти волі свого батька вступив до бенедиктинського абатства Сен-П'єр де Солем, заснованого Проспером Геранже. 29 червня 1860 року склав урочисту монашу професію і 11 березня 1864 року отримав священничі свячення.
У 1864—1868 роках продовжив студії з історії церкви в Римі, після яких повернувся до Солем. У тому часі відгукнувшись на пропозицію воскресенця Валеріяна Калінки написати французькою мовою монографію про історію Польщі, розпочав найперше виклад історії Унійної церкви, а зокрема життєпис Йосафата Кунцевича. Критична і оперта на історичних джерелах біографія (з історією культу до часу беатифікації) вийшла в двох частинах у Пуатьє в 1874 році (друге видання в Парижі у 1897—1898 роках) під назвою «Saint Josaphat, archevêque de Polock, martyr de l'unité catholique, et l'Église grecque unie en Pologne». Про святого Йосафата також видав книгу «Un apótre d'union des Eglises au XVIIe siècle. Saint Josaphat et l'Eglise greco-slave en Pologne et en Russie» (I—II, Пуатьє 1874), що двічі виходила у Львові (1885 і 1908) в польському перекладі під назвою «Żywot świętego Jozafata Koncewicza, arcybiskupa połockiego rytu greckiego, opowiedziany na tle historii Kościoła ruskiego». Опрацював історію рідного абатства «Description de deux églises abbatiales de Solesmes» (Солем 1876) i «Solesmes et dom Guéranger» (Солем 1876).
Коли у 1880 році бенедиктинців було вигнано з Франції, переїхав з групою монахів до Іспанії, де доручено йому знищений монастир у Сілос, який відреставрував і повернув йому давнє значення (між ін. довів до взірцевого стану бібліотеку, яка нараховувала бл. 25 тисяч томів) і зробив його осередком літургійних студій. У 1894 році став абатом і настоятелем французьких бенедиктинських спільнот в Іспанії. Заснував філіальні монастирі в Буенос-Айресі, Мексиці та Мадриді. Працював над редакцією літургійних праць абата Проспера Геранже (відновив видання «Institutiones liturgicae» І-II, Париж 1878—1885), займався також агіографією Бенедиктинського ордену, видав «San Mauro» (Мадрид 1906) і «San García, abad de Arlenza» (Мадрид 1908) та студії про монаший бревіарій «De ratione breviarii Romani monastici ejusque emendatione commentarium» (Париж 1908). Причинився до відновлення бенедиктинців у Іспанії.
Помер 30 квітня 1917 року в абатстві Санто-Домінго-де-Сілос.